# Luigi Caruso
Luigi Caruso (25. září 1754 Neapol – 15. listopadu 1823 Perugia) byl italský hudební skladatel.

## Život
Základní hudební vzdělání získal od svého otce, který byl v Neapoli kapelníkem. Později studoval na neapolské konzervatoři Conservatorio della Pietà dei Turchini di Neapol, kde byl jeho učitelem Nicola Sala. Jako operní skladatel debutoval již ve svých devatenácti letech operou Il barone di Trocchia. Byl velmi plodným skladatelem a v následujících letech zkomponoval cca 65 oper, které se hrály v celé Evropě.
15. března 1788 byl jmenován maestrem di cappella v katedrále sv. Lorenze v Perugii (Cattedrale di San Lorenzo di Perugia). Toto postavení si s krátkými přestávkami udržel až do konce svého života. Hodně cestoval a uváděl svá díla v Portugalsku, Francii a v Německu. Mezi lety 1808–1810 působil v Urbinu. Po krátkém pobytu v Palermu se vrátil do Perugie, kde 15. listopadu 1822 zemřel. V Perugii založil hudební konzervatoř.

## Dílo
Kromě oper zkomponoval mnoho oratorií, kantát a dalších světských i církevních skladeb. Ve své tvorbě zůstal věrný staré neapolské operní škole a nepřijal žádné prvky romantismu, které v té době již ovládaly evropskou hudbu.

### Opery
- Il barone di Trocchia (libreto Francesco Cerlone, 1773, Neapol)
- L'innocente fortunata (dramma giocoso, 1774, Livorno; spolupráce Giovanni Paisiello)
- Artaserse (dramma per musica, libreto Pietro Metastasio, 1774, Londýn)
- La lavandaia astuta (dramma giocoso, libreto Pietro Chiari, 1775, Livorno)
- Il padre della virtuosa (dramma giocoso, libreto Giovanni Bertati, 1776, Terst)
- La caffettiera di spirito (dramma giocoso, 1777, Brescia)
- Il cavaliere Magnifico (dramma giocoso, libreto Nicola Tassi, 1777, Florencie)
- La creduta pastorella (dramma giocoso, 1778, Řím)
- L'americana in Italia (dramma giocoso, libreto Frediano, 1778, Řím)
- Il tutore burlato (1778, Bologna)
- L'amore volubile (dramma giocoso, libreto Serafino Bellini, 1779, Bologna)
- Scipione in Cartagena (dramma per musica, libreto Serafino Bellini, 1779, Benátky)
- L'albergatrice vivace (dramma giocoso, libreto Giuseppe Palomba, 1780, Benátky)
- L'arrivo del burchiello da Padova a Benátky (dramma giocoso, libreto Gaetano Fiorio, 1780, Benátky)
- La locanda di scompiglio (dramma giocoso, 1780, Florencie)
- Il fanatico per la musica (dramma giocoso, 1781, Řím; spolupráce C. Spontone)
- L'albergatrice rivale (dramma giocoso, 1781, Milán)
- Il marito geloso (dramma giocoso, libreto Giovanni Bertati, 1781, Benátky)
- Il matrimonio in commedia (dramma giocoso, libreto Giuseppe Palomba, 1781, Řím)
- L'inganno (commedia, libreto Gaetano Ciliberti, 1782, Neapol)
- La gelosia (dramma giocoso, 1783, Řím)
- Il vecchio burlato (dramma giocoso, libreto Giuseppe Palomba, 1784, Neapol)
- Gli amanti alla prova (dramma giocoso, libreto Giovanni Bertati, 1783, Benátky)
- Gli scherzi della fortuna (intermezzo, 1784, Řím)
- Puntigli e gelosie tra moglie e marito (commedia, libreto Giuseppe Palomba, 1784, Neapol)
- Giunio Bruto (dramma per musica, 1785, Řím)
- I tre amanti burlati (dramma giocoso, 1785, Ancona)
- Le parentele riconosciute (dramma giocoso, 1785, Florencie)
- Le spose ricuperate (dramma giocoso, libreto Giovanni Bertati, 1785, Benátky)
- Il poeta melodrammatico in Parnaso (dramma eroicomico, 1786, Verona)
- Le rivali in puntiglio (dramma giocoso, libreto Filippo Livigni, 1786, Benátky)
- Il poeta di villa (farsetta, 1786, Řím)
- Lo studente di Bologna (dramma giocoso, 1786, Řím)
- L'impresario fallito (dramma giocoso, 1786, Palermo)
- Il servo astuto (dramma giocoso, 1786, Gallarate)
- L'antiquario burlato ossia La statua matematica (dramma giocoso, libreto Giovanni Bertati, 1786, Pesaro)
- Alessandro nelle Indie (dramma per musica, libreto Pietro Metastasio, 1787, Řím)
- La convulsione (confusione) (dramma giocoso, libreto Giuseppe Palomba, 1787, Neapol)
- Il maledico confuso (dramma giocoso, 1787, Řím)
- Gli amanti disperati (dramma giocoso, 1787, Neapol)
- Antigono (dramma per musica, libreto Pietro Metastasio, 1788, Řím)
- Il calabrese fortunato (dramma giocoso, 1788, Cento)
- La sposa volubile ossia L'amante imprudente (intermezzo, 1789, Řím)
- Le due spose in contrasto (dramma giocoso, 1789, Řím)
- La disfatta di Duntalmo, re di Theuta (Duntalamo) (dramma per musica, 1789, Řím)
- Amleto (dramma per musica, libreto F. Dorsene Aborigeno, 1790, Florencie)
- Attalo, re di Bitinia (dramma per musica, libreto Antonio Salvi, 1790, Řím)
- Demetrio (dramma per musica, libreto Pietro Metastasio, 1790, Benátky)
- I due fanatici per la poesia (intermezzo, 1791, Florencie)
- La locandiera astuta (dramma giocoso, libreto Gaetano Rossi, 1792, Řím)
- Gli amanti ridicoli (dramma giocoso, 1793, Řím)
- Oro non compra amore ossia Il barone di Moscabianca (dramma giocoso, libreto Angelo Anelli, 1794, Benátky)
- Il giocatore del lotto (dramma giocoso, 1795, Řím)
- La Lodoiska (dramma per musica, libreto F. G. Ferrari, 1798, Řím)
- La tempesta (1798, Neapol)
- La donna bizzarra (dramma giocso, libreto A. Bernardini, 1799, Řím)
- Due nozze in un sol marito (dramma giocoso, 1800, Livorno)
- Le spose disperate (dramma giocoso, 1801, Řím)
- Il trionfo di Azemiro (1802, Řím)
- Il principe invisibile (dramma giocoso, libreto Giuseppe Carpani, Petrohrad, 1802)
- La ballerina raggiratrice (dramma giocoso, libreto B. Mezzanotte, 1805, Řím)
- L'inganno felice (dramma giocoso, libreto Gaetano Ciliberti, 1807, Benátky)
- Così si fa alle donne ossia L'avviso ai maritati (dramma giocoso, 1810, Florencie)
- Minerva al Trasimeno (festa teatrale, libreto N. Brucalassi 1811, Perugia)

### Duchovní hudba
- Giuditta (oratorium, 1781, Urbino)
- Jefte (azione sacra, libreto Antonio Scarpelli, 1785, Bologna)
- San Tommaso d'Aquino (oratorium, 1788)
- La sconfitta degli Assiri (oratorium, libreto A. Passeri, 1790, Perugia)
- Cantata pastorale per la festa di Natale (1791, Perugia)
- Maria Annunziata (componimento dramatico, libreto G. B. Agretti, 1791, Perugia)
- L'orgolio punito ossia Il trionfo di Davide sopra Golia (oratorium, libreto G. B. Agretti, 1791, Assisi)
- Cantata a due voci in honore della natività di Maria (1792, Perugia)
- Musica sopra l'agonia di Gesù Cristo (1802)
- Cantata a Maria Santissima del Buon Consiglio (1805, Perugia)
- Cantata funebre per V. Cesarei (text L. Bartoli, 1809, Perugia)
- Il tempo sopra la verità (text L. Bartoli, 1810 Perugia)
- Cantata per 2 voci e strumenti
- La colpa innocente (oratorium)
- Graduale, Magnificat, mše, offertoria, requiem, pašije a další drobné chrámové skladby

### Instrumentální díla
- 12 tanců pro mandolínu a klavír
- Sinfonie
- Sonata in do maggiore pro varhany